# Cozmeni
Cozmeni (in ungherese Kozmás) è un comune della Romania di 2 071 abitanti, ubicato nel distretto di Harghita, nella regione storica della Transilvania.
Il comune è formato dall'unione di 2 villaggi: Cozmeni e Lăzărești.
Cozmeni è divenuto comune autonomo nel 2002, staccandosi dal comune di Sânmartin.
La maggioranza della popolazione è di etnia Székely.